# Papiro de Milán
El Papiro de Milán es un rollo de papiro  inscrito en Alejandría a finales del siglo III o principios del siglo II a. C. durante el gobierno de la dinastía ptolemaica. En torno al año 176 a. C., el papiro se envió a un centro de reciclaje y se destinó para envolver el pectoral de una momia, muy probablemente en la región del Fayum, en Egipto.
Originalmente descubierto por saqueadores anónimos de tumbas como parte de un envoltorio de momia, fue comprado en el mercado gris de papiros en Europa en 1992. En el rollo figuran más de seiscientos versos de poesía griega hasta ahora desconocidos, que representan unos 112 poemas breves o epigramas. Dos de ellos ya eran conocidos y habían sido atribuidos por el erudito bizantino del siglo XII Juan Tzetzes a los epigramas helenísticos. El bizantino citó el texto de lo que en la actualidad se conoce como AB 15. Posidipo (c. 310 - c. 240 a. C.), macedonio que desarrolló su carrera literaria en Alejandría. La reacción inicial ha sido atribuir todos los versos nuevos a Posidipo, aunque Franco Ferrari sugiere que hay pruebas de que el manuscrito es una antología, en la que predominan los epigramas de Posidipo.
Además de los epigramas, que están escritos en el anverso (es decir, la superficie interior del rollo), el papiro también contiene un texto mitológico en griego, muy dañado, que fue escrito en el reverso (la superficie exterior) y que, a fecha de 2023, sigue inédito. Contiene 600 líneas de versos.
Al tratarse del ejemplo más antiguo que se conserva de un poemario griego, así como de la mayor adición al corpus de poesía griega clásica en muchos años, la historia del descubrimiento llegó a The New York Times y National Geographic.
Etiquetado como el "Papiro de Milán", se publicó en una edición académica en 2001, editada por Guido Bastianini, Claudio Gallazzi y Colin Austin, con contribuciones de otros estudiosos. La edición incluye la transcripción completa del anverso del papiro, con amplios comentarios, y facsímiles de alta calidad de todo el rollo.
En 2002, Austin y Bastianini publicaron una edición más completa y reducida, la editio minor, Posidippi Pellaei quae supersunt omnia, «todas las obras conservadas de Posidipo de Pella», incluidos los epigramas del papiro, los epigramas conocidos a través de Juan Tzetzes y otros epigramas transmitidos por la Antología Palatina, con traducciones al italiano y al inglés. Desde entonces, se considera la edición autorizada de las obras de Posidipo. Los eruditos se han apresurado a explotar este nuevo tesoro de producciones literarias muy conscientes del nivel más sofisticado que se crearon en un importante centro de la cultura helenística.
Después de una «sala llena» de debate en la reunión anual de la American Philological Association en enero de 2001, se celebró en abril de 2002 un seminario sobre el Papiro de Milán en el Centro de Estudios Helénicos de Harvard, y se celebraron conferencias internacionales en Milán, Florencia y Cincinnati, en noviembre de 2002.
Los trabajos científicos sobre el Papiro de Milán, sobre Posidipo, que ahora se revela en una gama más amplia de temas, y sobre el epigrama literario alejandrino en general, se vieron fortalecidos por el descubrimiento y prosiguen a buen ritmo.